# Гоголево (посёлок)
Го́голево (укр. Гоголеве) — посёлок, Гоголевский поселковый совет, Миргородский район (ранее Великобагачанский район), Полтавская область, Украина.
Является административным центром Гоголевского поселкового совета, в который не входят другие населённые пункты.

## Географическое положение
Посёлок городского типа Гоголево находится в 6 км от левого берега реки Псёл, в 7 км от села Устивица. По селу протекает пересыхающий ручей с запрудой Мошурене.
Через посёлок проходит железная дорога Киев — Харьков, станция Гоголево.

## История
Возник в конце XIX-го века как поселение при строительстве железной дороги. Территориально он принадлежал к Устивицкой волости Миргородского повета.
В 1902 году в день 50-летия со дня смерти Николай Васильевича Гоголя новое село получило название Гоголево. Село находится недалеко от родины писателя — в 20 километрах южнее Великих Сорочинцов.
Во время Гражданской и Великой Отечественной войн железнодорожная станция Гоголево почти полностью уничтожалась, но затем восстанавливалась.
В 1951 году вблизи Гоголева были открыты небольшие месторождения нефти и газа, освоение которых дало импульс к развитию поселения.
В 1952 году к 100-летию со дня смерти Николая Гоголя писателю был установлен памятник.
В 1953 году началась эксплуатация Радченковского нефтяного месторождения.
В 1957 году Гоголево получило статус посёлок городского типа.
В январе 1959 года численность населения составляла 2203 человека.
В 1974 году здесь действовали кирпичный завод и нефтедобывающее предприятие.
В 1978 году численность населения составляла 2,6 тыс. человек, здесь действовали предприятия по добыче нефти (цехи управления «Полтавнефтегаз»), отделение животноводческого совхоза «Победа» по выращиванию племенного молодняка крупного рогатого скота, две общеобразовательные школы, больница, Дом культуры и три библиотеки.
В январе 1989 года численность населения составляла 2844 человека.
По состоянию на 1 января 2013 года численность населения составляла 2609 человек.
28 августа 2023 года в посёлке российским ракетным ударом была разрушена маслобойня, погибли 4 человека и пятеро пострадали.

## Экономика
- Гоголевский цех технологического транспорта.
- Цех № 4 по добыче нефти и газа «Полтаванефтегаз»[10].
- Центральная база производственного обслуживания (ЦБПО).
- «Гоголево-Агро», ЗАО.
- Миргородский элеватор (Гоголево), ЗАО.
- Маслобойня ООО ПАФ «Гарант»[11] (в 2023 году разрушена российским ракетным ударом)[9].

## Объекты социальной сферы
- Детский сад.
- Школа.

## Инфраструктура
- Дом культуры.
- Больница.
- Социально-реабилитационный центр.
- Спортивная площадка с искусственным покрытием.
- Стадион.

## Достопримечательности
- Братская могила советских воинов.
- Памятник Николаю Гоголю.
- Мраморная доска С. Гореву.
- Железнодорожный вокзал (отремонтирован в 2008 году).